# Предтеченский, Анатолий Васильевич
Анато́лий Васи́льевич Предте́ченский (1893, г. Конск бывшей Радомской губернии (ныне в составе Лодзинского воеводства в Польше) — 29 апреля 1966 года, Ленинград) — советский историк, доктор исторических наук (1941), профессор.

## Биография
В Петербурге с 1908 года.
Окончил историко-филологический факультет Петроградского университета (1918).
Читал лекции по истории в Морском техникуме, потом в Военно-морском училище им. М. В. Фрунзе.
В 1933—1953 годах работал в Ленинградском отделении Института истории АН СССР. В 1953—1963 годах работал в Институте истории естествознания и техники АН СССР.
Преподавал с 1934 в ЛГПИ и с 1937 профессор кафедры истории народов СССР исторического факультета ЛГУ, где в 1955—1959(61?) годах заведующий кафедрой истории журналистики филологического факультета.
В 1935 году он получил степень кандидата исторических наук без защиты диссертации, в марте 1941 года защитил докторскую диссертацию «Правительственная политика и общественные настроения в начале XIX в.».

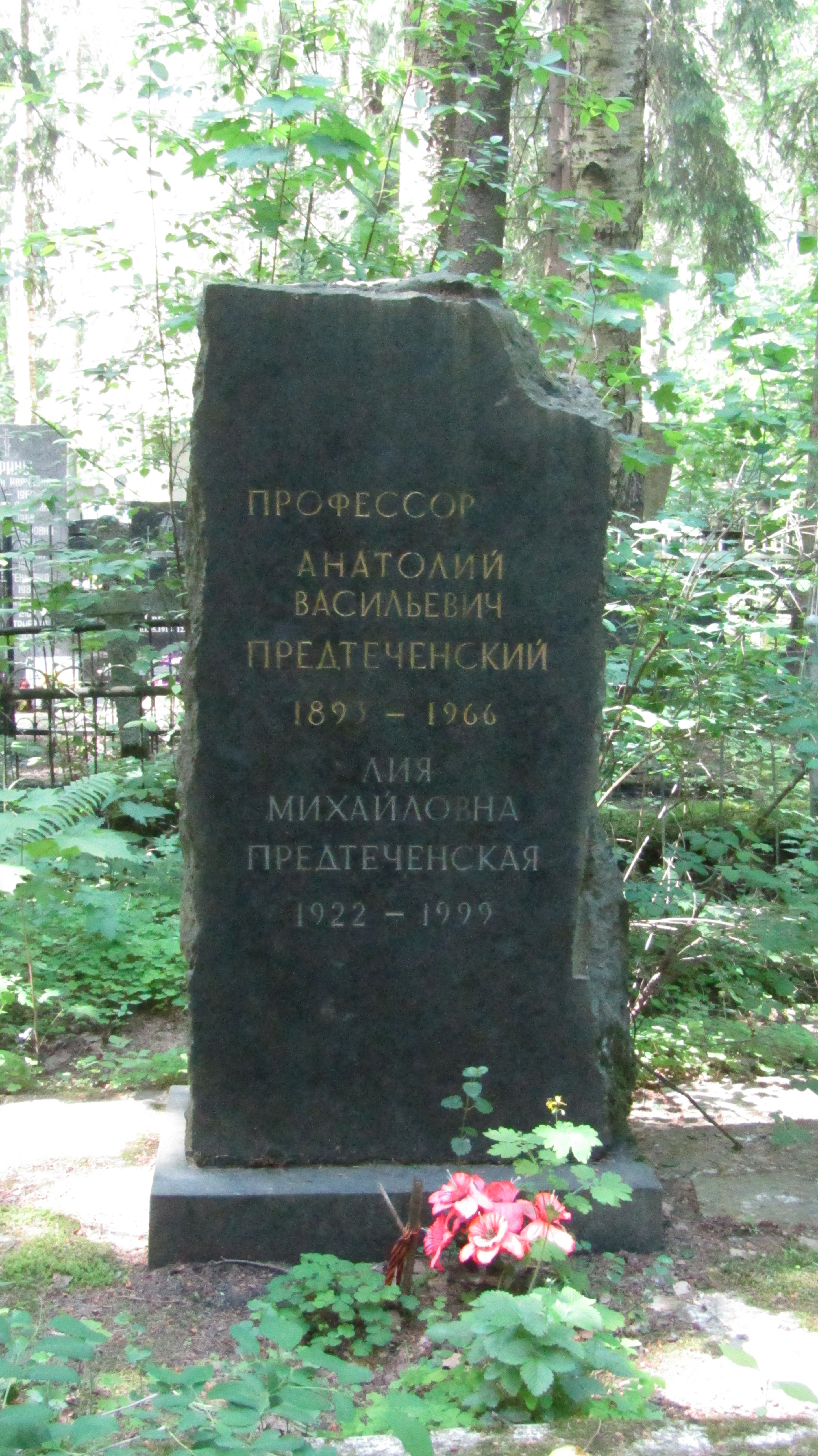
Могила Предтеченского А.В. Северное кладбище, Санкт-Петербург.

## Награды
Был награждён медалями «За оборону Ленинграда» и «За участие в Великой Отечественной войне».

## Семья
Вторая супруга Лия Михайловна.